# Clarissa
Clarissa és una població dels Estats Units a l'estat de Minnesota. Segons el cens del 2000 tenia 609 habitants.

## Demografia
Segons el cens del 2000, Clarissa tenia 609 habitants, 256 habitatges, i 142 famílies. La densitat de població era de 237,5 habitants per km².
Dels 256 habitatges en un 19,9% hi vivien nens de menys de 18 anys, en un 46,1% hi vivien parelles casades, en un 6,6% dones solteres, i en un 44,5% no eren unitats familiars. En el 40,6% dels habitatges hi vivien persones soles el 27,3% de les quals corresponia a persones de 65 anys o més que vivien soles. El nombre mitjà de persones vivint en cada habitatge era de 2,04 i el nombre mitjà de persones que vivien en cada família era de 2,77.
Per edats la població es repartia de la següent manera: un 17,1% tenia menys de 18 anys, un 6,1% entre 18 i 24, un 17,9% entre 25 i 44, un 21,8% de 45 a 60 i un 37,1% 65 anys o més.
L'edat mediana era de 52 anys. Per cada 100 dones de 18 o més anys hi havia 70 homes.
La renda mediana per habitatge era de 25.125 $ i la renda mediana per família de 38.553 $. Els homes tenien una renda mediana de 27.500 $ mentre que les dones 17.000 $. La renda per capita de la població era de 14.913 $. Entorn del 3,6% de les famílies i el 8,3% de la població estaven per davall del llindar de pobresa.

## Poblacions més properes
El següent diagrama mostra les poblacions més properes.